# Болохово
Бо́лохово — город (с 1943) в Киреевском районе Тульской области России. Образует одноимённое городское поселение. В состав муниципального образования город Болохово Киреевского района входят посёлки Южный, Побединский, Улановский, Советский.
Население — 9339 чел. (2021).

## География
Расположен в 19 км к юго-востоку от Тулы и в 18 км к северу от Киреевска, вблизи реки Шиворонь (бассейн Оки).

## История
Болохово известно с XVI века как село, принадлежавшее князьям Болховским. В XIX веке именовалось селом Болоховским.
1 июня 1932 года селение Болохово Оболенского района Московской области преобразовано в рабочий посёлок. 10 декабря 1932 года районный центр Оболенского района был перенесен из селения Новоселебное в рабочий посёлок Болохово, а район переименован в Болоховский. В 1937 году Болохово вошло в состав Тульской области. 19 ноября 1941 года 24-й танковый корпус достиг Болохово. 5 февраля 1943 года рабочий посёлок Болохово переведён в разряд городов районного подчинения. В 1963 году Болоховский район был упразднен, город Болохово вошёл в состав Киреевского промышленного района.
В 1994 году в черту Болохово были включены посёлки Улановский, Советский и Побединский. С 2006 года город является центром муниципального образования (городского поселения) «город Болохово».

## Население
| 1939    | 1959    | 1970    | 1979    | 1989    | 1992    | 1996    | 1998    | 2000    | 2001    | 2002    | 2003    |
| ------- | ------- | ------- | ------- | ------- | ------- | ------- | ------- | ------- | ------- | ------- | ------- |
| 12 710  | ↘8295   | ↗10 985 | ↗11 122 | ↗11 787 | ↗12 000 | ↘11 900 | ↘11 800 | ↘11 500 | ↘11 400 | ↘10 364 | ↗10 400 |
| 2005    | 2006    | 2007    | 2008    | 2010    | 2011    | 2012    | 2013    | 2014    | 2015    | 2016    | 2017    |
| ↘10 300 | →10 300 | →10 300 | ↘10 200 | ↘9622   | ↘9600   | ↘9443   | ↘9196   | ↘9160   | ↘9144   | ↘9133   | ↘9093   |
| 2018    | 2019    | 2020    | 2021    |         |         |         |         |         |         |         |         |
| ↘9043   | ↘8970   | ↘8828   | ↗9339   |         |         |         |         |         |         |         |         |

На 1 января 2025 года по численности населения город находился на 938-м месте из 1124 городов Российской Федерации.
Определяющим фактором снижения численности населения остаётся процесс депопуляции, то есть превышение числа смертей над рождениями, который носит долговременный характер.

## Местное самоуправление
Болохово является муниципальным образованием в составе Киреевского района Тульской области. Его официальное наименование — муниципальное образование город Болохово Киреевского района, сокращенное наименование — М.О. г. Болохово Киреевского района. Муниципальное образование город Болохово Киреевского района наделено статусом городского поселения законом Тульской области от 15 марта 2005 года № 559-ЗТО «О переименовании муниципального образования „Киреевский район“ Тульской области, установлении границ, наделении статусом и определении административных центров муниципальных образований на территории Киреевского района Тульской области».
Местное самоуправление осуществляется на основании устава, который был принят решением собрания депутатов Болохово от 12 мая 2006 года № 6-1.
Представительным органом местного самоуправления является собрание депутатов. Оно состоит из 10 депутатов, избираемых на муниципальных выборах по одномандатным избирательным округам сроком на три. По результатам выборов 9 сентября 2018 года, 9 мандатов заняты членами партии «Единая Россия», 1 — партией ЛДПР, 1 — партией Казачья партия РФ, и 1 отказался от полномочий. На последних основных выборах явка составила 30 %. Собрание депутатов возглавляет глава муниципального образования, избираемый депутатами из своего состава также сроком на три года. С 20 сентября 2018 года им являлся Елена Николаевна Нефедова.
Исполнительно-распорядительным органом местного самоуправления является администрация. Её формирует и возглавляет глава администрации, который назначается по контракту, заключаемому по результатам конкурса, на срок полномочий собрания депутатов муниципального образования, но не менее чем на два года. Глава администрации муниципального образования подконтролен и подотчетен собранию депутатов муниципального образования. Со 3 июня 2011 года им является Александр Степанович Цурбанов. В структуру администрации муниципального образования входят Отдел по социальным вопросам и работе с населением, Отдел жилищно-коммунального хозяйства, Отдел правовой и кадровой работы, Отдел имущественнo-земельных отношений и Военно-учётный стол.

## Экономика
На территории города находится пять производственных предприятий, выпускающих широкий спектр продукции: ООО «Болоховский завод металлоконструкций», ООО «Болоховский хлебозавод», ООО «СмтПро», ООО ПКФ «Тульские машины» и ОАО «Холодильная техника». Структуру промышленного производства средних промышленных предприятий составляет производство металлоконструкций, изготовление холодильного оборудования, пищевых продуктов, лакокрасочной продукции и изготовление дробильного оборудования. Наиболее стабильным предприятием является ООО «Болоховский хлебозвод». Его продукция пользуется спросом в Тульской области и за её пределами, удостоена Всероссийского знака качества.
Общий объём доходов бюджета муниципального образования на 2023 год утверждён в сумме 35,3 млн руб, общий объём расходов 36,5 млн руб, дефицит бюджета составит 1,2 млн руб. Доходы бюджета формируются за счёт федеральных налогов и сборов, налогов, предусмотренных специальными налоговыми режимами, региональных налогов и сборов и налоговых доходов, а также от безвозмездных поступлений от бюджетов разных уровней.

## Транспорт
Действующая сеть включает в себя 4 пригородных автобусных маршрута:
- 108: Киреевск — Болохово — Шварцевский
- 160: Тула — Болохово — Шварцевский
- 160к: Тула — Болохово — Шварцевский
- 103к: Тула — Болохово

## Культура
Культурным центром Болохово является Городской дом культуры 1940 года постройки, где расположены Центральная городская библиотека, Болоховская детская библиотека и мини-технопарк. В 2019—2021 годах был произведён капительный ремонт здания. На базе дома культуры работают 12 клубных формирований — 6 кружков и 6 клубов по интересам.

## Религия
10 июля 2000 года по благословению епископа Тульского и Белёвского Кирилла в Болохово был открыт православный приход в честь иконы Божией Матери «Споручница грешных» в приспособленном деревянном здании. В 2004 году был заложен фундамент нового храма, первая литургия в котором состоялась в 2012 году. В 2013—2014 году к трапезной была пристроена колокольня.

## Спорт
Спортивная инфраструктура представлена Физкультурно-оздоровительным комплексом, где организованы занятия по лёгкой атлетике, футболу, художественной гимнастике, кикбоксингу. Также в комплексе работает тренажерный зал.

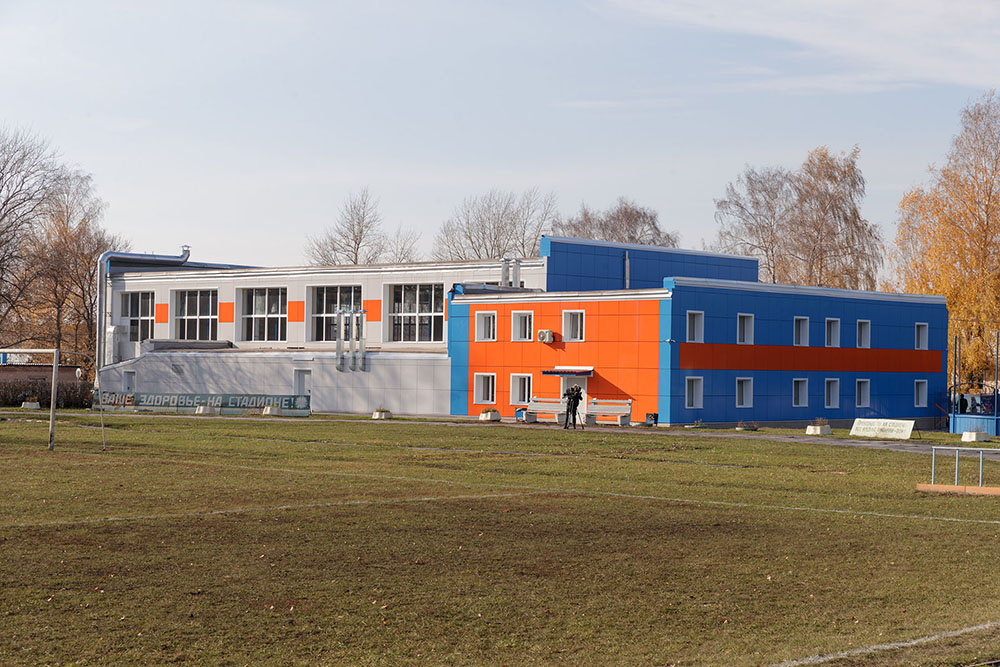
Физкультурно-оздоровительный комплекс
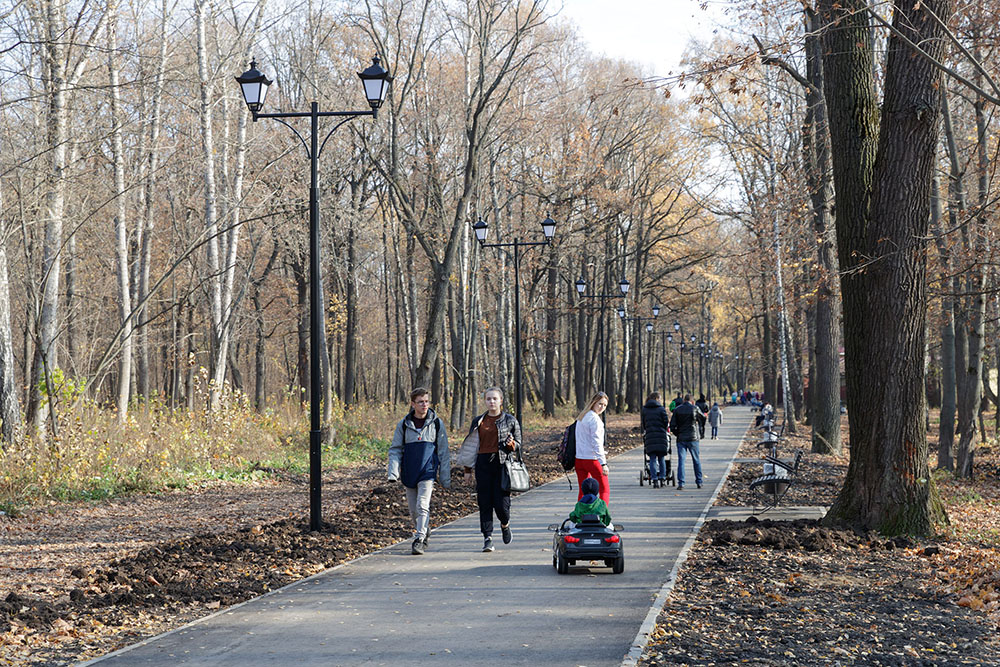
Городской парк
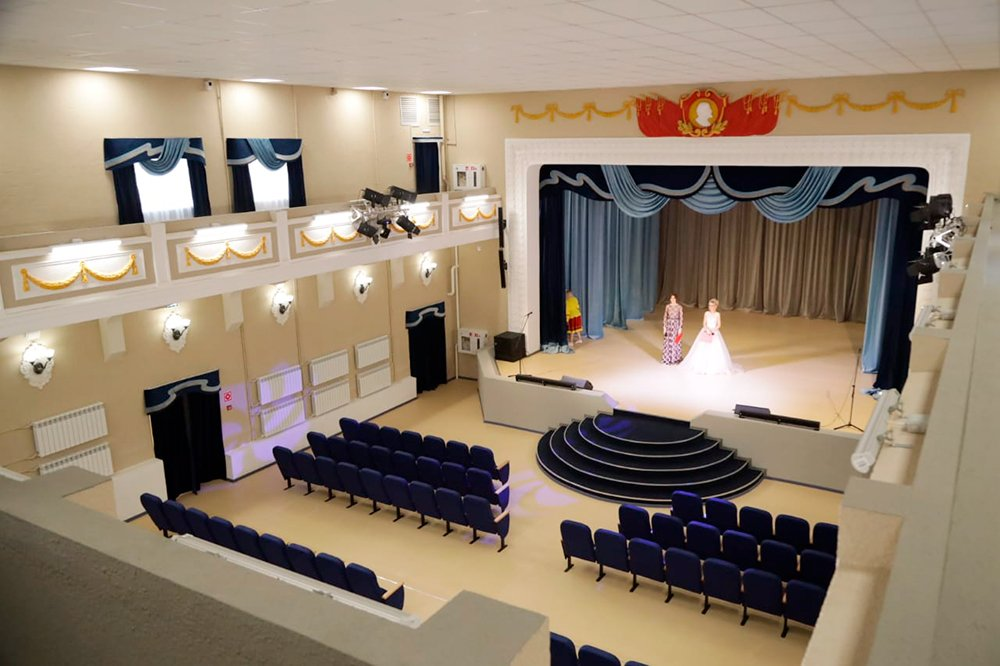
Городской дом культуры